# Hotel zła
Hotel zła (tytuł oryg. Fritt vilt, tytuł międzynar. Cold Prey) – norweski horror filmowy w reżyserii Roara Uthauga z 2006 roku, rzadki przypadek skandynawskiego slashera. Premiera filmu miała miejsce 13 października 2006 r. w Norwegii, następnie pojawił się on na ekranach ogólnoświatowych kin. Film zebrał pozytywne opinie krytyki, uznawany jest za jeden z najlepszych współczesnych norweskich horrorów.

## Zarys fabuły
Grupa pięciu nastolatków trafia do opuszczonego, odizolowanego od świata hotelu. Tam też są kolejno mordowani przez maniaka zamieszkałego w piwnicach budynku.

## Obsada
- Ingrid Bolsø Berdal − Jannicke
- Rolf Kristian Larsen − Morten Tobias
- Tomas Alf Larsen − Eirik
- Endre Martin Midtstigen − Mikal
- Viktoria Winge − Ingunn
- Rune Melby − Geir Olav Brath, morderca
- Erik Skjeggedal − młody Geir Olav Brath
- Tonie Lunde − Magny Brath, matka Geira Olava
- Hallvard Holmen − Bjørn Brath, ojciec Geira Olava

## Produkcja

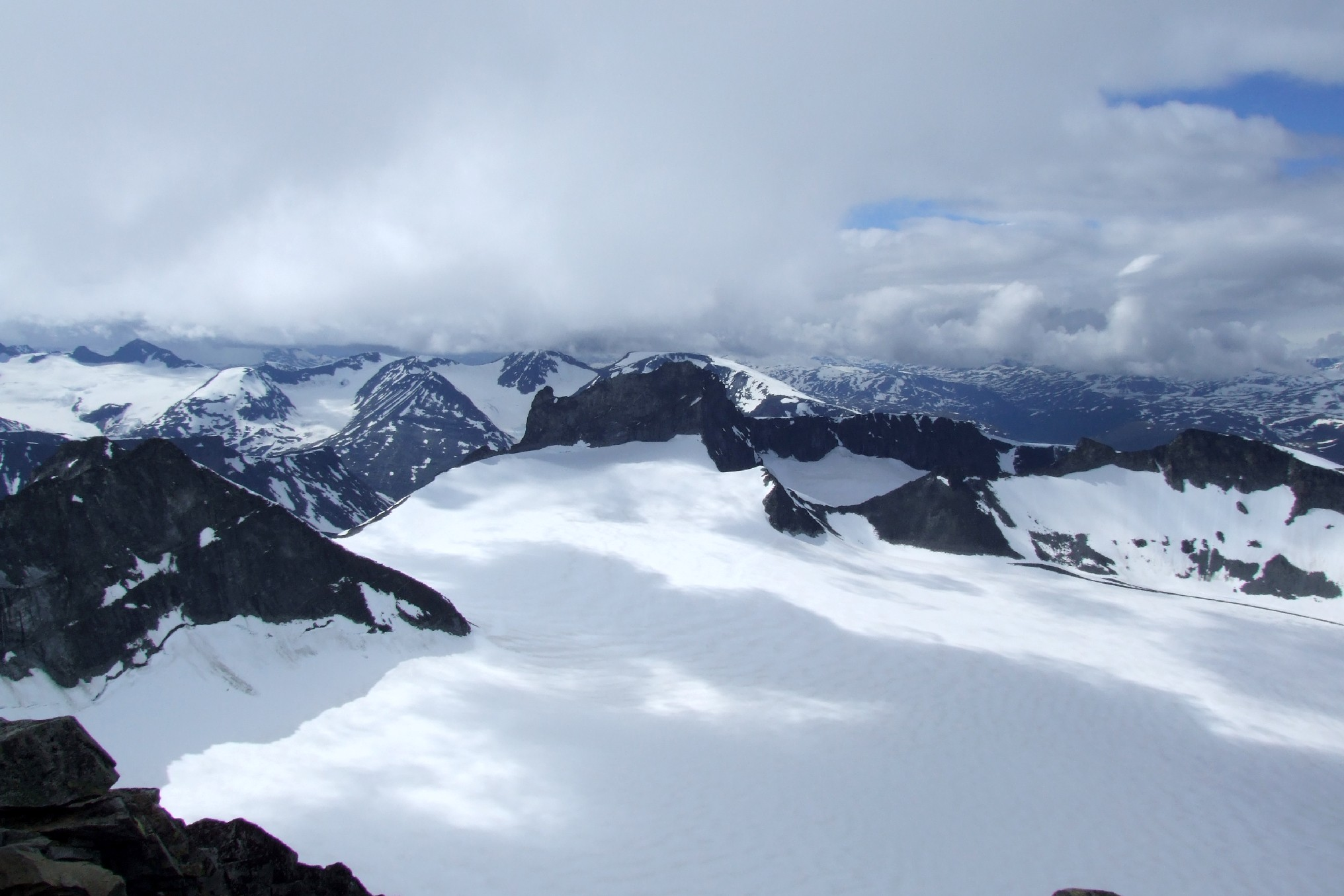
Szczyty górskie w łańcuchu Jotunheimen, gdzie realizowano film Hotel zła.

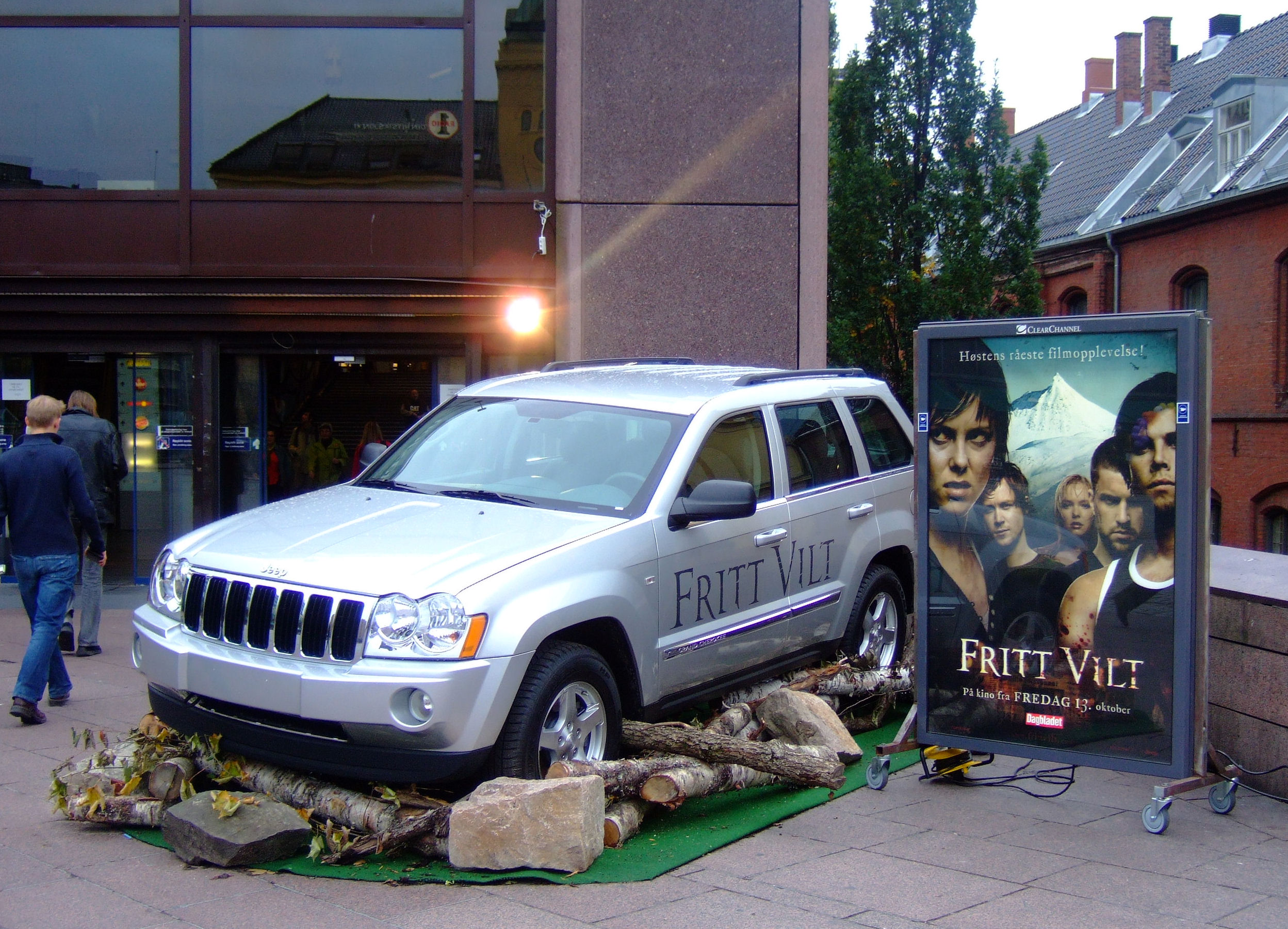
Promocja filmu Hotel zła w Oslo. Fotografia autorstwa Jarle'a Vinesa.

Film nakręcono na szczycie łańcucha górskiego Jotunheimen, zlokalizowanego w środkowej Norwegii. Członkowie obsady i ekipy realizacyjnej przylecieli na szczyt helikopterami, które obciążone były łącznie dwudziestotonowym sprzętem niezbędnym do kręcenia i rekwizytami filmowymi. Na górze panowała temperatura poniżej dwudziestu pięciu stopni Celsjusza.
Okres zdjęciowy filmu zajął niespełna dwa miesiące (zdjęcia ruszyły 17 stycznia 2006 r., a zakończyły się 4 marca tegoż roku), montaż − kolejnych dziewięć miesięcy.

## Festiwale filmowe[2]
Film zaprezentowano podczas następujących festiwali filmowych (wybór):
- 2007: Stany Zjednoczone − Slamdance Film Festival
- 2007: Szwecja − Göteborg International Film Festival
- 2007: Stany Zjednoczone − Cleveland International Film Festival
- 2007: Norwegia − Norwegian Film Festival
- 2007: Dania − NATfilm Festival
- 2007: Holandia − Amsterdam Fantastic Film Festival
- 2007: Stany Zjednoczone − San Francisco International Film Festival
- 2007: Stany Zjednoczone − Seattle International Film Festival
- 2007: Rumunia − Transilvania International Film Festival
- 2007: Czechy − Karlovy Vary International Film Festival
- 2007: Szwajcaria− Neuchâtel International Fantastic Film Festival
- 2007: Serbia − Palic European Film Festival
- 2007: Niemcy − Fantasy Filmfest
- 2007: Wielka Brytania − Frightfest
- 2007: Kanada − World Film Festival
- 2007: Indonezja − Screamfest Indo
- 2008: Czechy − Febiofest
- 2008: Portugalia − Lisbon International Horror Film Festival
- 2009: Grecja − Athens International Film Festival

## Nagrody i wyróżnienia[2][3]
- 2007, Grossmann Film & Wine Festival:
  - nagroda Vicious Cat
- 2007, Kosmorama, Trondheim:
  - nagroda w kategorii najlepsza produkcja filmu (nagrodzeni: Martin Sundland, Magne Lyngner)
  - nagroda w kategorii najlepszy dźwięk (Christian Schanning)
- 2007, Amanda Awards, NOR:
  - nagroda Public Choice
  - nagroda Amandy w kategorii najlepsza aktorka (Ingrid Bolsø Berdal)
  - nominacja do nagrody Amandy w kategorii najlepszy film

## Sequele
Sukces filmu przyczynił się do powstania dwóch sequeli. Pierwszy, Hotel zła II powstały w 2008 roku, wyreżyserował Mats Stenberg. Kolejny, Hotel zła III (2010), zrealizowano w konwencji prequela, a jego reżyserią zajął się Mikkel Brænne Sandemose.